# Luchtsingel

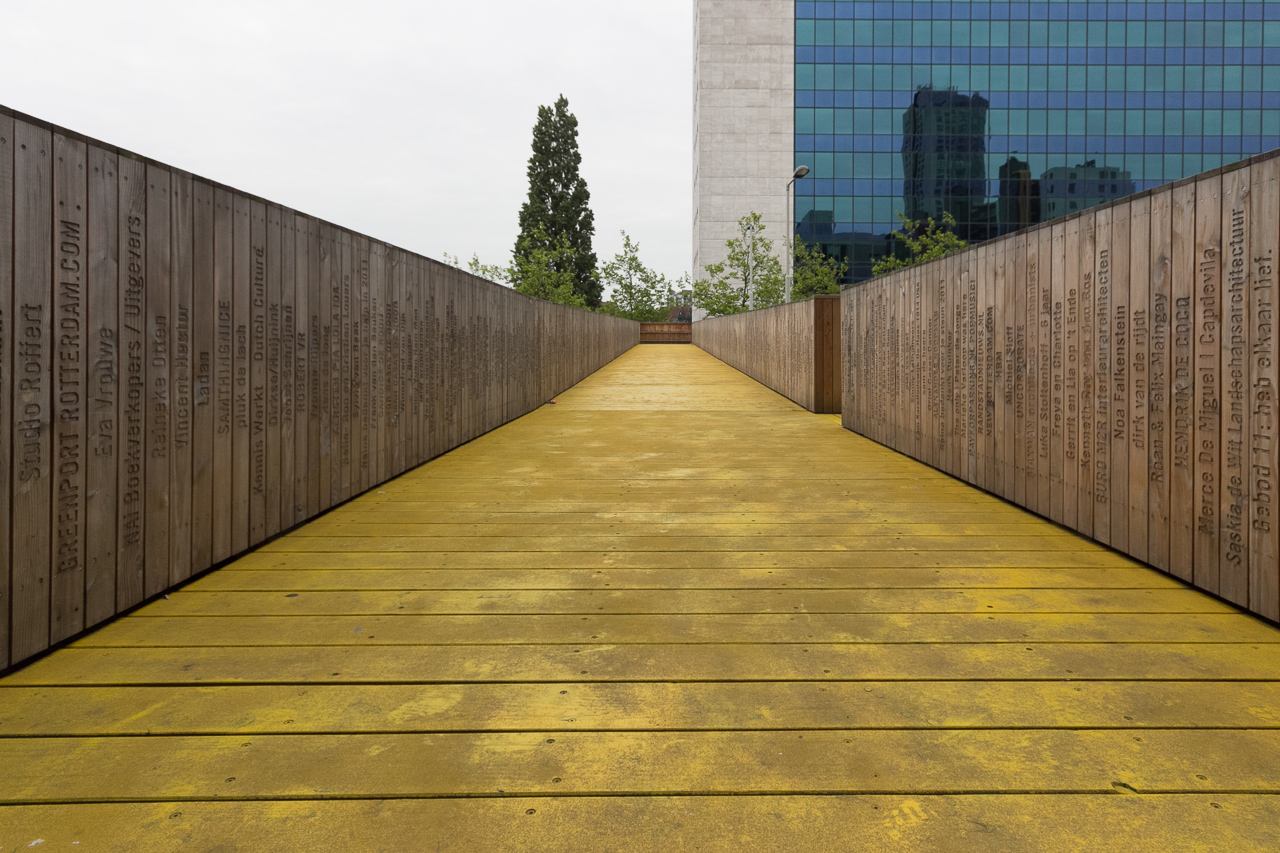
Looppad Luchtsingel

De Luchtsingel was een loopbrug in Rotterdam.
In 2011 organiseerde de gemeente Rotterdam een wedstrijd voor "projecten [...] die de verlevendiging van de stad bewerkstelligen en de kwaliteit van leven in de stad [...] verbeteren". Een groep deskundigen maakten een selectie waarop burgers konden stemmen. Met 20.000 stemmen (48% van het totaal) won het architectenbureau ZUS in 2012 met hun plan voor onder meer de Luchtsingel. Zij ontvingen van de gemeente vier miljoen euro om hun plannen te realiseren. Naast het prijzengeld hielden ze ook een crowdfundingsactie. Voor 25 euro konden mensen hun naam laten vermelden op een van de 17.000 planken, waarmee 100.000 euro werd opgehaald. Van hun plannen was 1,3 miljoen euro begroot voor de Luchtsingel zelf, maar uiteindelijk ging daar 2,5 miljoen euro aan op. De Luchtsingel werd officieel geopend in 2015.
Vrij snel na oplevering werd er al geklaagd over verval. Zo wordt er geklaagd over urine en ontlasting op de brug. Ook werd de brug vaak bespoten met graffiti, waardoor de gemeente zich genoodzaakt ziet de brug elke twee weken opnieuw geel te laten verven, wat 75.000 euro per jaar kostte.
Begin 2022 werd geconcludeerd dat door houtrot en verzakkingen de brug niet meer veilig was. Daarop werd in mei van dat jaar besloten delen van de Luchtsingel af te sluiten. Gepland werd om dit te repareren, zodat deze delen in september 2022 weer open zouden kunnen.
In oktober 2024 is de sloop van de Luchtsingel gestart, vanwege eerdergenoemde houtrot en verzakkingen. De sloop zal eind 2024 afgerond worden.